# Comuna Duhankî, Ripkî
Duhankî (în ucraineană Духанки) este o comună în raionul Ripkî, regiunea Cernihiv, Ucraina, formată din satele Duhankî (reședința), Pavlivka și Șumanî.

## Demografie
Componența lingvistică a comunei Duhankî
     Ucraineană (96,98%)
     Rusă (2,87%)
     Alte limbi (0,15%)
Conform recensământului din 2001, majoritatea populației comunei Duhankî era vorbitoare de ucraineană (96,98%), existând în minoritate și vorbitori de rusă (2,87%).